# 学建書院
株式会社学建書院（がっけんしょいん）は、1974年に創業した出版会社である。歯学、栄養学に特化した医療系分野を専門とする出版社である。